# Seznam italijanskih igralcev
Seznam italijanskih igralcev.

## A
- Diego Abatantuono (1955)
- Stefano Accorsi (1971)
- Jason Acuña (1973)
- Janet Ågren (1949) (švedsko-it.)
- Marisa Allasio (1934)
- Mario Almirante
- Chelo Alonso (1933-2019)
- Roberto Alpi (1952)
- Tullio Altamura (1924-2005)
- Lia Amanda (1932)
- Luisa Amatucci (1971)
- Suso Cecchi d'Amico (1914-2010)
- Giuseppe Anatrelli (1925-81)
- Giulia Andò
- Pier Angeli (1932-1971)
- Edi Angelillo (1961)
- Ambra Angiolini (1977)
- Laura Antonelli (1941–2015)
- Omero Antonutti (1935–2019)
- Zeudi Araya (1951)
- Asia Argento (1975)
- Fiore Argento (1970)
- Maurizio Arena (1933-1979)

## B
- Dora Baldanello (1878-)
- Emilio Baldanello (1902-52)
- Vanda Baldanello
- Giancarlo Badessi (1928-2011)
- Gianguido Baldi (1966)
- Paola Barbara (1912-1989)
- Luisa Baratto
- Francesco Barilli (1943)
- Giancarlo Bastianoni (1940)
- Rik (Riccardo) Battaglia (1927-2015)
- Giuseppe Battiston (1968)
- María Baxa (1943-2019) (srb.-ital.)
- Germano Bellavia (1970)
- Agostina Belli (1949)
- Monica Bellucci (1964)
- Roberto Benigni (1952)
- Fabrizio Bentivoglio (1957)
- Alessandro Benvenuti (1950)
- Francesca Bertini (1892-1985) (Elena Seracini Vittielo)
- Marta Bifano
- Claudio Bisio (1957)
- Benedicta Boccoli (1966)
- Anna Bonaiuto (1950)
- Mike Bongiorno (1924–2009)
- Federica Bonani
- Serena Bonanno (1978)
- Carmen Boni (1901-1963)
- Mario Bonnard (1889-1965)
- Maurizio Bonuglia (1943-2010)
- Lyda Borelli (1884-1959)
- Salvatore Borgese (1937)
- Alessandro Borghi (1986)
- Simona Borioni (1971)
- Lucia Bosé (1931-2020, Španija)
- Andrea Bosic (Ignac Andrej Božič) (1919-2012)
- Liù Bosisio (1936)
- Claudio Botosso (1958)
- Barbara Bouchet (1944)
- Raoul Bova (1971)
- Elisa Kadigia Bove (1942)
- Giovanna Bozzolo
- Nicoletta Braschi (1960)
- Rossano Brazzi (1916-1994)
- Mario Brega (1923-1994)
- Nancy Nicoletta Brilli (1964)
- Guido Brignone (1886–1959)
- Lilla Brignone (1913-1984)
- Mercedes Brignone (1885–1967)
- Nancy Brilli (1964)
- Valeria Bruni Tedeschi (1964)
- Massimiliano Bruno (1970)
- Gisella Burinato (1946)
- Margherita Buy (1967)
- Lando Buzzanca (1935-2022)
- Massimiliano Buzzanca (1963)

## C
- Victoria Cabello (1975)
- Ilario Calvo (1974)
- Federico Campaiola (1995)
- Carlo Campogalianni (1885-1974)
- Gianna Maria Canale (1927-2009)
- Loredana Cannata (1975)
- Salvatore Cantalupo (1959-2018)
- Cristiana Capotondi (1980)
- Pier Paolo Capponi (1938-2018)
- Vittorio Caprioli (1921-1989)
- Claudia Cardinale (1938)
- Tullio Carminati (1895-1971)
- Raffaella Carrà (Raffaella Maria Roberta Pelloni) (1943–2021)
- Ylenia Carrisi (1970-1994)
- Memmo Carotenuto (1908-1980)
- Chiara Caselli (1967)
- Lou Castel (1943) (kolumbijsko-švedsko-it.)
- Franco Castellani (1915-1983)
- Pietro Castellitto (1991)
- Sergio Castellitto (1953)
- Nino Castelnuovo (1936) (Guy Foucher; it.-fr.)
- Antonio Catania (1952)
- Liliana Cavani (1933)
- Andrea Cecchi (1916-1974)
- Carlo Cecchi (1939)
- Elisa Cegani (1911-1996)
- Guido Celano (1904-1988)
- Adriano Celentano (1938)
- Giacomo Celentano
- Rosita Celentano (1965)
- Rosalinda Celentano (1968)
- Adolfo Celi
- Athina Cenci (1946)
- Gino Cervi (1901-1974)
- Michela Cescon (1971)
- Renato Cestiè (1963)
- Walter Chiari (1924-1991)
- Giovanni Cianfriglia (1935)
- Franco Citti (1935-2016)
- Giorgio Colangeli (1949)
- Sabrina Colle (1973)
- Ombretta Colli (Comelli)
- Marco Columbro
- Saverio Costanzo (1975)
- Richard Conte (1910-1975)
- Paolo Conticini (1969)
- Bruno Corazzari
- Giancarlo Judica Cordiglia
- Valentina Cortese (1923-2019)
- Paola Cortellesi (1973)
- Carmen Covito (1940)
- Vincenzo Crea (1999)
- Maddalena Crippa (1957)
- Lorella Cuccarini (1965)
- Maria Grazia Cucinotta (1968)
- Maria Cumani Quasimodo (1908-1995)
- Barbara Cupisti (1962)

## D
- Damiano Damiani
- Nino Gaetano D'Angelo
- Cesare Danova (1926–1992) (it.-ameriški)
- Rosaria De Cicco (1958)
- Eduardo De Filippo
- Peppino De Filippo (1903-1980)
- Luigi De Filippo (1930-2018)
- Piera Degli Esposti (1939)
- Giulia De Gresy
- Pippo Delbono
- Alberto Dell'Acqua (1944-)
- Francesca Dellera
- Lorella De Luca (1940-2014)
- Giorgio De Lullo (1921-1981) (tudi gledališki režiser...)
- Christian De Sica (1953)
- Brando De Sica (1983)
- Giuliana De Sio
- Giada Desideri
- Davide Devenuto (1972)
- Nicola Di Bari
- Ida Di Benedetto (1945)
- Carolina Di Domenico
- Dalila Di Lazzaro
- Federica Di Martino (1973)
- Stefano Dionisi (1966)
- Andrea Di Stefano (1972)
- Mario Donatone (1933-2020)
- Johnny Dorelli
- Attilio Dottesio (1909-1989)
- Eleonora Rossi Drago
- Barbara D'Urso (Maria Carmela D'Urso)

## E
- George Eastman (Luigi Montefiori) (1942)
- Anita Ekberg (1931–2015) (Švedinja)
- Antonella Elia (1963)
- Salvatore Esposito (1986)

## F
- Vincenzo Fabricino
- Aldo Fabrizi (1905–1990)
- Elena Fabrizi (1915–1993)
- Franco Fabrizi (1916–1995)
- Anna Falchi (Anna Kristiina Palomaki)
- Pierfrancesco Favino (1969)
- Edwige Fenech (Sfenek) (1948) (franc.-malteškega rodu)
- Sabrina Ferilli (1964)
- Plinio Fernando (1947)
- Marco Ferreri ?
- Anna Ferruzzo (1966)
- Gabriele Ferzetti (1925-2015)
- Elena Fiore
- Agata Flori
- Arnoldo Foà
- Anna Foglietta (1979)
- Attilio Fontana
- Jimmy Fontana
- Marcello Fonte
- Iaia Forte (1962)
- Carla Fracci (1936-2021) (balerina)
- Franco Franchi
- Pippo Franco
- Massimo De Francovich (1936)

## G
- Scilla Gabel (1938)
- Edoardo Gabbriellini (1975)
- Alessandro Gassman (1965)
- Vittorio Gassman (1922-2001)
- Sciltian Gastaldi (1974)
- Lisa Gastoni (1935)
- Giuliano Gemma (1938-2013)
- Claudia Gerini (1971)
- Elio Germano (1980)
- Pietro Germi
- Massimo Ghini (1954)
- Emilio Ghione
- Marco Giallini
- Giorgia Gianetiempo (1996)
- Maria Chiara Giannetta (1992)
- Giancarlo Giannini (1942)
- Pierluigi Gigante (1992)
- Alberto Gimignani (1961)
- Vivi Gioi (Vivien Trumphy) (1919-1975)
- Carlo Giordana (1945-2020)
- Pietro Giordano
- Gabriella Giorgelli (1941)
- Eleonora Giorgi (1953)
- Ennio Girolami (1935–2013) (Thomas Moore)
- Massimo Girotti (1918-2003)
- Aldo Giuffrè (1924-2010)
- Carlo Giuffrè (1928-2018)
- Francesco Giuffrè (1972)
- Loretta Goggi (1950)
- Valeria Golino (1965)
- Carla Gravina (1941)
- Roberta Greganti (1956)
- Marco Grieco (1995)
- Eva Grimaldi (1961)
- Francesco Guccini (1940-2024)
- Vittorio Guerrieri (1958)
- Orso Maria Guerrini (1943)
- Monica Guerritore (1958)
- Wandisa Guida (1935)
- Ferdinand Guillaume (Tontolini /Polidor) (francosko-italijanski)
- Leda Gys (1892-1957)

## H
- Alessandro Haber (1947)
- Terence Hill (prv.i. Mario Girotti) (*1939)

## I
- Enzo Iacchetti
- Gianfelice Imparato (1956)
- Roberto Infascelli (1981)
- Ciccio Francesco Ingrassia
- Franco Interlenghi (1931-2015)
- Simona Izzo (1953)

## J
- Maria Jacobini

## K
- Elisa Kadigia Bove (mož: Achille Occhetto)
- Anna Kanakis (1962)
- Olga Karlatos (1947; r. Vlassopulos : grškega rodu)
- Sabrina Knaflitz
- Claudia Koll
- Silva/Sylva Koscina (1934-1994)
- Anita Kravos (Antonella Cerminara)

## L
- Alexandra La Capria (1966)
- Maurizio Lastrica (1979)
- Gabriele Lavia (1942)
- Lorenzo Lavia (1972)
- Lucia Lavia (1992)
- Ilenia Lazzarin (1982)
- Edoardo Leo (1972)
- Miriam Leone (1985)
- Virna Lisi (1936–2014) (Virna Pieralisi)
- Elvy Lissiak (1929–1996) (Elvira Lissiach/Lisjak)
- Gina Lollobrigida (1927–2023)
- Loredana (1924–2016)
- Sophia Loren (1934) (Sofia Villani Scicolone)
- Ray Lovelock (1950-2017)
- Enrico Lo Verso (1964)
- Antonella Lualdi (1931–2023)
- Folco Lulli (1912–1970)
- Roldano Lupi (1909–1989)
- Alberto Lupo (1924–1984)
- Lelio Luttazzi (1923–2010)
- Matilda Lutz (1991) (italijansko-ameriška)
- Vladimir Luxuria (1965) (Wladimiro Guadagno)

## M
- Melania Maccaferri (1978)
- Marco Macor
- Paolo Magalotti
- Luigi Maggi (1896-1946)
- Lamberto Maggiorani (1910-1983)
- Licia Maglietta (1954)
- Anna Magnani (1908–1973)
- Irene Maiorino (1985)
- Annamaria Malipiero (1972)
- Carla Mancini (1950)
- Nino (Saturnino) Manfredi (1921–2004)
- Roberta Manfredi (1956)
- Silvana Mangano (1930–1989)
- Ettore Manni (1927-1979)
- Alessia Marcuzzi
- Luciano Marin (1931-2019)
- Valeria Marini
- Sabrina Marinucci (1969)
- Marcello Martana
- Peter Martell (1938-2015)
- Elsa Martinelli (1932/3/5–2017)
- Lea Martino
- Mara Maryl (1939)
- Giulietta Masina (1921–1994)
- Lea Massari (1933)
- Marina Massironi (1963)
- Valerio Mastandrea (1972)
- Marcello Mastroianni (1924–1996)
- Federica Mastroianni (1969) (nečakinja)
- Giorgio Mastrota (
- Luisa Mattioli (1936–2021)
- Anna Mazzamauro (1938)
- Anna Melato (1952)
- Mariangela Melato (1941–2013)
- Alfredo Menichelli
- Dora Menichelli
- Pina Menichelli (1893–1984)
- Giusi Merli (1943)
- Marisa Merlini (1923–2008)
- Emilio Messina (1936-2007)
- Marco Milano (1961)
- Tomás Milián (1933-2017) (kubansko-ameriško-italijanski)
- Sandra Milo (1933–2024)
- Isa Miranda (1909–1982)
- Domenico Modugno (1928–1994)
- Sandra Mondaini
- Carlo Monni (1943–2013)
- Antonio Monselesan
- Renzo Montagnani (1930-1997)?
- Giuliano Montaldo
- Lucio Montanaro (1951)
- Enrico Montesano
- Gianni Morandi
- Nani Moretti
- Claudia Mori (Claudia Moroni) (1944)
- Gastone Moschin (1929-2017)
- Tiberio Murgia (1929-2010)
- Alessandra Mussolini
- Tuccio Musumeci (1934)
- Enrico Musy (1901-1966)
- Gianni Musy (1931-2011)
- Mascia Musy (1972)
- Stella Musy (1970)
- Ornella Muti (1955)

## N
- Nieves Navarro (1938) (španskega rodu)
- Amedeo Nazzari (1907–1979)
- Negrin
- Barbara Nelli
- Francesca Neri (1964)
- Rosalba Neri (1939)
- Franco Nero (1942)
- Maurizio Nichetti
- Daria Nicolodi (1950-2020)
- Danilo Nigrelli (1960)
- Filippo Nigro (1970)
- Annibale Ninchi (1887-1967)
- Arnaldo Ninchi (1935-2013)
- Ave Ninchi
- Carlo Ninchi (1896-1974)
- Assia Noris (1912-1998) (Anastasia Noris von Gerzfeld)
- Novello Novelli (1930-2018)
- Walter Nudo
- Francesco Nuti

## O
- Ilaria Occhini (1934–2019)
- Matteo Oleotto
- Maria Rosaria Omaggio (1957-2024)
- Gian Marco Orati
- Ambra Orfei
- Moira Orfei
- Natalino Otto (1912–1969)

## P
- Benito Pacifico (1929-2002)
- Lea Padovani (1920–1991)
- Bartolomeo Pagano (1878–1947)
- Lola Pagnani (1972)
- Riccardo Palaldini (1925-1996)
- Roberta Palladini (1955)
- Silvana Pampanini (1925–2016)
- Alessandra Pannaro (1939)
- Francesco Pannofino (1958)
- Paolo Paoloni (1929)
- Alba Parietti (1961)
- Francesco Patanè (1996)
- Marisa Pavan
- Angelo Pellegrino
- Clemente Pernarella (1971)
- Roberto Perpignani (1941) (montažer)?
- Vera Pescarolo (1930)
- Ciro Petrone (1987)
- Samanta Piccinetti (1979)
- Michel Piccoli (1925-2020) (francoski igralec ital. rodu)
- Camillo Pilotto (1888–1968)
- Annamaria Pier Angeli (1932-1971)
- Marina Pierro
- Luciano Pigozzi (1927-2008) (ps. Alan Collins)
- Imma Piro
- Carlo Pisacane (1889-1974)
- Luigi Pistilli (1929-1996)
- Mario Pisu
- Paola Pitagora
- Nilla Pizzi
- Riccardo Pizzuti (1934)
- Michele Placido (1946)
- Violante Placido
- Rossana Podestà (1934–2013)
- Elvio Porta (1945-2016)
- Angela Portaluri (1937)
- Renato Pozzetto (1940)
- Moana Pozzi
- Romina Power
- Giancarlo Prete (1942-2001)
- Andrea Prodan (1961) (škotsko-it.)
- Gigi Proietti (1940)
- Enzo Pulcrano (1943-1992)

## R
- Alberto Rabagliati
- Tommaso Ragno (1967)
- Umberto Raho
- Giovanna Ralli (1935)
- Gianluca Ramazzotti (1970)
- Salvo Randone (1906-1991)
- Luisa Ranieri (1973)
- Renato Rascel
- Ivan Rassimov (1938–2003)
- Rada Rassimov (1938) (srb.rodu iz Trsta)
- Galatea Ranzi (1967)
- Gigi Reder (1928-1998)
- Giulio Ricciarelli (1965) (it.-nem.)
- Dino Risi (1916–2008)
- Patrizio Rispo (1956)
- Giuditta Rissone
- Adelaide Ristori
- Naike Rivelli
- Stefania Rocca (1971)
- Blas Roca-Rey (1961) (perujsko-italijanski)
- Alba Rohrwacher (1979)
- Vera Rol (1920-1973)
- Isabella Rossellini (1952)
- Eleonora Rossi Drago (1925–2007)
- Massimo Rossi (1955)
- Serena Rossi (1985)
- Sergio Rubini (1959)
- Claudio Ruffini (1940-1999)
- Aurora Ruffino (1989)
- Claudia Ruffo (1980)
- Salvatore Ruocco (1982)
- Carmen Russo (1959)
- Francesco Russo (1993)
- Roberto Russo (1947)
- Rosaria Russo

## S
- Simone Sacchettino
- Pamela Saino (1987)
- Emanuele Salce (1966)
- Enrico Maria Salerno (1926-1994)
- Sabrina Salerno (1968)
- Giulia Salvatori (1962)
- Renato Salvatori (1933-1988)
- Gustavo Salvini (1859-1930)
- Sandro Salvini (1890-1955)
- Aitana Sánchez–Gijón (1968)
- Amanda Sandrelli (1964)
- Stefania Sandrelli (1946)
- Maya Sansa (1975)
- Gianni Santuccio (1911-1989)
- Goliarda Sapienza (1924-1996)
- Teresa Saponangelo (1973)
- Massimo Sarchielli (1931-2010)
- Samuela Sardo (1977)
- Jacopo Sarno (1989)
- Franca Scagnetti (1924–1999)
- Delia Scala (1929–2004)
- Riccardo Scamarcio (1979)
- Jacques Sernas (1925-2015) (litvansko-franc.-it.)
- Roseanna Sciaffino (1938-2009)
- Gerry Scotti (1956)
- Tino Scotti (1905–1984)
- Cristina Sebastianelli
- Paola Senatore (1949)
- Massimo Serato (1916–1989)
- Gustavo Serena (1881–1970)
- Toni Servillo (1959)
- Rocco Siffredi (1964)
- Vira Silenti
- Dimitri Skofic (1994)
- Milko Skofic ml. (1957)
- Umberto Smaila (1950)
- Nina Soldano (1963)
- Emilio Solfrizzi (1962)
- Michele Soavi (1957)
- Alberto Sordi (1920–2003)
- Agnès Spaak (fr.-it.) (1944)
- Catherine Spaak (fr.-it.) (1945–2022)
- Ilaria Spada (1981)
- Umberto Spadaro (1904-1964)
- Bud Spencer /Carlo Pedersoli (1929–2016)
- Diamy Spencer (1972)
- Maria Grazia Spina (1936–2025)
- Ilona Staller - Cicciolina
- Paolo Stoppa (1906–1988)

## T
- Marialuisa Tadei (1964)
- Moa Tahi
- Gianrico Tedeschi (1920–2020)
- Teo Teocoli (1945)
- Fiorenza Tessari (1968)
- Fabio Testi (1941)
- Alberto Testone (1963)
- Filippo Timi (1974)
- Gabriele Tinti (1932-1991)
- Gianmarco Tognazzi (1967)
- Ricky Tognazzi (1955)
- Ugo Tognazzi (1922–1990)
- Marilù Tolo (1944)
- Michelangelo Tommaso (1980)
- Agata Tomšič (slovensko-italijanska)
- Tontolini (Polidor; pr.i.Ferdinand Guillaume: franc.-it.)
- Totò (Antonio de Curtis Gagliardi Griffo Focas) (1898–1967)
- Thomas Trabacchi (1965)
- Luis Trenker (1892–1990)
- Jasmine Trinca (1981)
- Massimo Troisi (1953–1994)
- Laura Trotter (1950)
- Liana Trouche (1938-81)
- Luca Turco (1990)

## U
- Claudio Undari (1935-2008)
- Saro Urzi (1913-1979)

## V
- Valeria Vaiano (1969)
- Filippo Valese
- Caterina Valente (1931-2024)
- Mariella Valentini (1960)
- Rodolfo Valentino (1895–1926) (ZDA)
- Franca Valeri (1920–2020)
- Alida Valli (r. Altenburger) (1921–2006)
- Romolo Valli (1925-1980)
- Raf(faele) Vallone (1916-2002)
- Bice Valori
- Nicolas Vaporidis (1981)
- Daniele Vargas (1922-1992)
- Caterina Varzi (1961)
- Lucia Vasini (1955)
- Luca Venantini (1970)
- Michele Venitucci (1974)
- Carlo Verdone (1950)
- Vera Vergani (1894-1989)
- Giovanni Veronesi (1962)
- Edoardo Vianello (1938)
- Raimondo Vianello (1922-2010)
- Piero Vida (1938–1987)
- Paolo Vilaggio (1932-2017)
- Pamela Villoresi (1957-)
- Lola Visconti (1891-1924)
- Simonetta Vitelli (1950)
- Monica Vitti (Maria Luisa Ceciarelli) (1931-2022)
- Gian Maria Volontè (1933–1994)

## W
- Aleardo Ward (1915-1971)
- Luca Ward (1960)
- Monica Ward

## X
- Tina Xeo (1902-1992)

## Z
- Checco Zalone (Luca Pasquale Medici)
- Nazzareno Zamperla
- Gianni Zanasi
- Carmelo Zappulla
- Renato Zero
- Luca Zingaretti (1961)